# La casa de las flores
La casa de las flores est une série télévisée mexicaine en treize épisodes pour la saison 1, 9 épisodes pour la saison 2 et enfin 11 épisodes pour la saison 3 d’une durée d'environ 30 minutes, créée par Manolo Caro, et mise en ligne le 10 août 2018 sur la plateforme Netflix, y compris dans les pays francophones. Chaque épisode porte le nom d'une fleur, choisie pour ce qu'elle symbolise en lien avec le contenu de l'épisode.
La saison 3 est sortie le jeudi 23 avril 2020 sur la plateforme de streaming Netflix et est la saison finale de la série.

## Synopsis
Ernesto de la Mora s'apprête à célébrer son anniversaire, entouré de sa femme Virginia, de leurs enfants Paulina, Elena et Julián, déjà adultes, de leur petit-fils Bruno, et de leurs invités. Cette riche famille de fleuristes semble parfaite, mais Roberta, la maîtresse d'Ernesto, décide de se pendre dans le magasin, en laissant une lettre à Virginia. La famille avertit la police et parvient à gérer l'irruption d'un cadavre avec discrétion, mais les secrets commencent à se dévoiler. Avec Roberta, Ernesto a eu une fille, Micaela. Paulina aidait Roberta à gérer son cabaret de spectacles travestis, lui aussi nommé la casa de las flores. Elena arrive des États-Unis avec son fiancé Dominique, mais ses parents acceptent mal qu'elle veuille épouser un Afro-Américain. Julián, en couple avec Lucía, cache sa bisexualité, et sa relation de plusieurs années avec Diego, le conseiller financier de l'entreprise de fleurs.

## Distribution

### Personnages principaux
- Verónica Castro : Virginia de La Mora (saison 1)
- Cecilia Suárez : Paulina de La Mora
- Aislinn Derbez : Elena de La Mora
- Darío Yazbek Bernal : Julián de La Mora
- Sheryl Rubio : Lucía Dávila
- Juan Pablo Medina : Diego Olvera
- Arturo Ríos : Ernesto de La Mora
- Claudette Maillé : Roberta Sánchez
- Lucas Velázquez : Claudio Sánchez
- Paco León : José María / María José Riquelme Torres
- David Ostrosky : Dr Salomón Cohen
- Luis de la Rosa : Bruno Riquelme de La Mora
- Norma Angélica : Delia
- Natasha Dupeyrón : Ana Paula "La Chiquis" Corcuera
- María León : Purificación, la sœur de María José (saison 2)
- Eduardo Rosa : Alejandro "Alejo" Salvat (saison 2)
- Flavio Medina : Simón (saison 2)
- Loreto Peralta : Rosita (saison 2)
- Isela Vega : Victoria (saison 2), la mère de Virginia

### Personnages récurrents
- Alexa de Anda : Micaela Sánchez
- Sawandi Wilson : Dominique Shaw
- Verónica Langer : Carmelita
- Sofía Sisniega : Mara
- Mariana Treviño : Jenny Quetzal (saison 2)
- Regina Orozco : la mère de Rosita (saison 2)
- Teresa Ruiz : Marilú (saison 2)
- Irving Peña : Poncho, le strip-teaser

### Invités
- Gloria Trevi : elle-même (saison 2)
- Eduardo Casanova : le voisin de Paulina à Madrid (saison 2)
- Manolo Caro : présentateur télé (saison 2)

## Production
Le 25 février 2020, Netflix annonce que la troisième saison de la série sera la dernière.

## Épisodes

### Saison 1
| №  | #  | Titre                                   | Première diffusion | Diffuseur | Code de prod. |
| -- | -- | --------------------------------------- | ------------------ | --------- | ------------- |
| 1  | 1  | Narcisse (symbole du mensonge)          | 10 août 2018       | Netflix   | 101           |
| 2  | 2  | Chrysanthème (symbole de la douleur)    | 10 août 2018       | Netflix   | 102           |
| 3  | 3  | Lys (symbole de la liberté)             | 10 août 2018       | Netflix   | 103           |
| 4  | 4  | Pétunia (symbole de la rancune)         | 10 août 2018       | Netflix   | 104           |
| 5  | 5  | Dahlia (symbole de la gratitude)        | 10 août 2018       | Netflix   | 105           |
| 6  | 6  | Magnolia (symbole de la dignité)        | 10 août 2018       | Netflix   | 106           |
| 7  | 7  | Pivoine (symbole de la honte)           | 10 août 2018       | Netflix   | 107           |
| 8  | 8  | Bromélia (symbole de la résilience)     | 10 août 2018       | Netflix   | 108           |
| 9  | 9  | Tulipe (symbole de l'espoir)            | 10 août 2018       | Netflix   | 109           |
| 10 | 10 | Tussilage (symbole des soucis)          | 10 août 2018       | Netflix   | 110           |
| 11 | 11 | Orchidée (symbole de la luxure)         | 10 août 2018       | Netflix   | 111           |
| 12 | 12 | Sisymbre (symbole de l'adversité)       | 10 août 2018       | Netflix   | 112           |
| 13 | 13 | Coquelicot (symbole de la résurrection) | 10 août 2018       | Netflix   | 113           |

### Saison 2
| № | # | Titre                                       | Première diffusion | Diffuseur | Code de prod. |
| - | - | ------------------------------------------- | ------------------ | --------- | ------------- |
| 1 | 1 | Rose (symbole de l'unité)                   | 18 octobre 2019    | Netflix   | 201           |
| 2 | 2 | Iris (symbole de la foi)                    | 18 octobre 2019    | Netflix   | 202           |
| 3 | 3 | Lotus (symbole du mystère)                  | 18 octobre 2019    | Netflix   | 203           |
| 4 | 4 | Fleur d'amandier (symbole de l'éveil)       | 18 octobre 2019    | Netflix   | 204           |
| 5 | 5 | Acacia (symbole de l'amour secret)          | 18 octobre 2019    | Netflix   | 205           |
| 6 | 6 | Clou de girofle (symbole de la capricieuse) | 18 octobre 2019    | Netflix   | 206           |
| 7 | 7 | Géranium (symbole du conseil)               | 18 octobre 2019    | Netflix   | 207           |
| 8 | 8 | Héliconia (symbole de la fertilité)         | 18 octobre 2019    | Netflix   | 208           |
| 9 | 9 | Pensée (symbole de la réflexion)            | 18 octobre 2019    | Netflix   | 209           |

Épisode spécial : les funérailles. 

### Saison 3
| №  | Titre                              | Première diffusion | Diffuseur | Code de prod. |
| -- | ---------------------------------- | ------------------ | --------- | ------------- |
| 1  | Pétunia (symbole de la ruse)       | 23 avril 2020      | Netflix   | 301           |
| 2  | Tournesol (symbole du pouvoir)     | 23 avril 2020      | Netflix   | 302           |
| 3  | Genebra (symbole du premier amour) | 23 avril 2020      | Netflix   | 303           |
| 4  | Mauve (symbole de l'ambition)      | 23 avril 2020      | Netflix   | 304           |
| 5  | Azalée (symbole de la tempérance)  | 23 avril 2020      | Netflix   | 305           |
| 6  | Bétoine (symbole de la surprise)   | 23 avril 2020      | Netflix   | 306           |
| 7  | Trèfle (symbole de la vengeance)   | 23 avril 2020      | Netflix   | 307           |
| 8  | Conosh (symbole du scandale)       | 23 avril 2020      | Netflix   | 308           |
| 9  | Jacinthe (symbole de la jalousie)  | 23 avril 2020      | Netflix   | 309           |
| 10 | Aunée (symbole des larmes)         | 23 avril 2020      | Netflix   | 310           |
| 11 | Laurier (symbole de la gloire)     | 23 avril 2020      | Netflix   | 311           |